# Принцип на Ана Каренина
Принципът на Ана Каренина описва ситуация, при която успехът на даден проект е възможен само при едновременното наличие на комплекс от фактори и следователно отсъствието някой от тези фактори води до провал на проекта.

## История на понятието
Принципът добива популярност от книгата „Пушки, вируси и стомана“ (на английски: Guns, Germs, and Steel: The Fates of Human Societies) на Джаред Даймънд, в която авторът изследва географските, културните, екологическите и технологическите фактори, довели до доминирането на западната цивилизация в света.
Наименованието на принципа се основава на първото изречение в романа на Лев Толстой „Анна Каренина“:
| „ | Всички щастливи семейства си приличат, всяко нещастно семейство е нещастно по своему. | “ |

Идеята е отдавна позната и е била изказвана в близки формулировки и преди романа.
Аристотел е формулирал отчетливо същата идея:
| „ | Неуспехът е възможен по разни начини (тъй като злото попада в класа на неограниченото, както питагорейците са предположили, и благото – в този на ограниченото), докато успехът е възможен само по един начин (поради което първото е лесно, а другото – трудно: лесно е да пропуснеш целта, трудно е да я уцелиш). | “ |

## Примери

### В опитомяването
Даймънд в книгата си „Пушки, вируси и стомана“ използва този принцип за илюстрация на това защо има толкова малко примери за опитомяването като домашни на дивите животни в човешката история: достатъчно е отсъствието на някой от необходимите фактори, за да не се поддава животното на превръщане в домашно. Съчетанието на всички фактори е по-скоро изключение.
Той показва 6 от необходимите съставляващи, без които не е възможно превръщането на животните в домашни:
- Храна – кандидатът за превръщане в домашно животно трябва да бъде непридирчив в храненето. Необходимо е да се осигурява храна без особени проблеми.
- Скорост на растежа – животното трябва да расте достатъчно бързо, за да е икономически целесъобразно неговото развъждане. Например ако се развъждат слонове, трябва да се чакат 12 години до достигане на зрелостта им.
- Проблеми с размножаването в домашни условия – някои животни не могат да се размножават в домашни условия.
- Злоба – някои видове се държат много недружелюбно, за да бъдат добър кандидат за превръщане в домашно животно. Например зебрата би била много добър кандидат, ако не е нейният лош характер.
- Склонност към паника – различните видове различно реагират на опасността. Животните, които бягат панически при първа опасност, не са удобни за отглеждане в домашни условия.
- Социална структура – независимите индивидуалисти също са лоши кандидати. Най-добре подхождат животни с ясно определена социална йерархия.

### Общи приложения
Този принцип може да се използва в други области като икономиката, управлението на проекти и други.
Общото правило се изразява в следното: Успехът има много фактори, които трябва да са изпълнени, а за провала е достатъчно само един фактор да не отговаря на изискванията.
Владимир Арнолд допълва Принципа на Ана Каренина в своята книга „Теория на катастрофите“ така: „Добрите“ системи трябва да притежават едновременно редица свойства и затова са много по-чупливи (нестабилни) от „лошите“.
Математикът Александър Горбан използва принципа на Ана Каренина при анализа на широк кръг кризисни явления – във физиологията от кризата на адаптацията при смяна на климатичните условия до динамиката на следоперационната смъртност при онкологично болни, в икономиката от банковите фалити до спадовете и подемите на финансовите пазари. Изводът е, че при благоприятните периоди системите се държат еднакво, а в моменти на криза започват да се различават в поведението си.
С други думи: „Всички добре приспособени системи си приличат, а всички неприспособени системи не се справят с адаптацията по свой начин“..